# (16633) 1993 OV5
A (16633) 1993 OV5 a Naprendszer kisbolygóövében található aszteroida. Eric Walter Elst fedezte fel 1993. július 20-án.